# Leena Nurmi
Leena Nurmi (* 20. März 1994 in Valkeakoski) ist eine finnische Skilangläuferin.

## Werdegang
Nurmi, die für den Lempäälän Kisa startet, trat international erstmals im Februar 2011 beim Europäischen Olympischen Winter-Jugendfestival 2011 in Liberec in Erscheinung. Dort belegte sie den 22. Platz über 7,5 km klassisch, den 21. Rang im Sprint und den 18. Platz über 5 km Freistil. Im folgenden Jahr kam sie bei den Olympischen Jugend-Winterspielen 2012 in Innsbruck auf den 18. Platz über 5 km klassisch und den neunten Rang im Sprint. Ihr erstes Weltcuprennen lief sie im März 2014 in Lahti, welches sie auf den 74. Platz im Sprint beendete. Zu Beginn der Saison 2014/15 holte sie in Ruka mit dem 25. Platz im Sprint ihre ersten Weltcuppunkte. Seit 2015 startet sie vorwiegend im Scandinavian-Cup. Dabei war der vierte Platz im Januar 2016 im Sprint in Östersund ihre bisher beste Platzierung. Bei der Nordic Opening in Ruka zu Beginn der Saison 2015/16 belegte sie den 66. Platz. Im April 2018 wurde sie im Taivalvaara finnische Meisterin im Sprint.